# レナート・ブーゾ
レナート・ブーゾ（Renato Buso, 1969年12月19日 - ）は、イタリア・トレヴィーゾ出身の元サッカー選手、サッカー指導者。レナト・ブーゾ表記も見られる。

## 経歴
ユヴェントスFCと僅か15歳で契約、1985-86シーズンには16歳でセリエAデビューし、リーグ優勝を果たした。ユヴェントスでは控のFWとしてプレーすることが多かった。UCサンプドリア時代の1991-92シーズンにはチャンピオンズカップ決勝でもプレー、準優勝も経験した。
U-21サッカーイタリア代表として、1992年のUEFA U-21欧州選手権では大会MVPと得点王になる活躍でチームを優勝に導いた。また同年のバルセロナオリンピックに出場した。

## タイトル
ユヴェントス
- セリエA：1985-1986

サンプドリア
- スーペルコッパ・イタリアーナ : 1991
- UEFAスーパーカップ : 1999

U-21サッカーイタリア代表
- UEFA U-21欧州選手権 : 1992

個人
- UEFA U-21欧州選手権得点王 : 1992
- UEFA U-21欧州選手権MVP : 1992